# Cucumber Castle
Cucumber Castle (рус. Огуречный замок) — седьмой студийный альбом британской группы Bee Gees, вышедший в апреле 1970 года.

## Об альбоме
Продюсером традиционно выступил Роберт Стигвуд, а также сами музыканты Барри и Морис Гиббы, сведение осуществил Джон Пэнтри. Группа продолжила сотрудничество со старыми лейблами, выпустив британский вариант пластинки через Polydor Records и американский при участии Atco Records. Сама запись проходила в середине 1969 года в нескольких студиях Лондона, преимущественно в IBC Studios. Название заимствовано у одноимённого шоу с участием братьев, которое, в свою очередь, было названо по аналогии с песней альбома Bee Gees' 1st.
Cucumber Castle — это единственный альбом Bee Gees, записанный без Робина Гибба. Певец в то время покинул группу ради сольной карьеры и не принял участия в работе над пластинкой. В нескольких песнях можно услышать его голос, однако в титрах он даже не упомянут. Вместо него некоторые вокальные партии исполняет британская певица в стиле соул P. P. Arnold.
Альбом сопровождался выходом двух синглов. Прежде всего это «Don’t Forget to Remember», в августе занявший второе место британского чарта, а также «I.O.I.O.». Если верить автобиографичной книге Tales of the Brothers Gibb, сама пластинка поднялась в Соединённом Королевстве лишь до 54-го места, тогда как в США не смогла подняться выше 94-й строчки.

## Список композиций
Сторона А
1. «If I Only Had My Mind on Something Else» — 2:33
2. «I.O.I.O.» — 2:57
3. «Then You Left Me» — 3:11
4. «The Lord» — 2:19
5. «I Was the Child» — 3:14
6. «I Lay Down and Die» — 3:35

Сторона Б
1. «Sweetheart» — 3:09
2. «Bury Me Down by the River» — 3:25
3. «My Thing» — 2:19
4. «The Chance of Love» — 2:28
5. «Turning Tide» — 3:09
6. «Don’t Forget to Remember» — 3:28

## Позиции в хит-парадах
Годовые чарты:
| Чарт (1970)   | Позиция |
| ------------- | ------- |
| Италия (FIMI) | 42      |